# 안준태
안준태(安準泰, 1952년 9월 20일~)은 대한민국의 공무원, 정치인이다. 그리고 본관은 순흥이며, 전라남도 광양시 출신이다.

## 학력
- 옥곡공립국민학교 졸업
- 진상중학교 졸업
- 순천고등학교 졸업
- 부산대학교 행정학 학사 졸업

### 비학위 수료
- 부산대학교 대학원 석사 졸업
- 동아대학교 대학원 행정학 박사 수료

## 경력
- 1978 제22회 행정고시 합격
- 1985. 9.~1987. 4. 부산특별시청 법무담당관
- 1987. 4.~1990. 7. 부산특별시청 투자심사담당관
- 1990. 7.~1994. 6. 부산특별시청 교통기획과장
- 1994. 6.~1994. 12. 부산특별시청 총무과장
- 1994. 12.~1996. 6. 부산특별시청 기획담당관
- 1996. 7.~1997. 1. 부산광역시청 보건사회국장
- 1997. 1.~1998. 9. 부산광역시청 교통국장
- 1998. 9.~1999. 5. 부산광역시청 경제진흥국장
- 1999. 5.~2001. 1. 부산광역시청 행정관리국장
- 2001. 1.~2003. 1. 부산광역시청 문화관광국장
- 2003. 1.~2004. 6. 부산광역시청 기획관리실장
- 2004. 5.~2004. 6. 부산광역시장 권한대행
- 2004. 5.~2004. 6. 부산광역시 행정부시장 직무대리
- 2004. 5.~2004. 6. 부산광역시 정무부시장 직무대리
- 2004. 6.~2006. 7. 제35대 부산광역시 정무부시장
- 2006. 7.~2007. 10. 국민고충처리위원회 상임위원
- 2007. 10.~2008. 12. 제36대 부산광역시 행정부시장
- 2009. 1.~2011. 12. 제2대 부산교통공사 사장
- 2012. 9.~2015. 2. 새누리당
- 2012. 9.~2015. 2. 새누리당 부산시당 사하구 을 당원협의회 운영위원장

## 수상
- 2011년 2010 지방공기업경영대상 우수상

## 역대 선거 결과
| 실시년도 | 선거   | 대수 | 직책     | 선거구         | 정당     | 득표수   | 득표율          | 순위 | 당락 | 비고 |
| -------- | ------ | ---- | -------- | -------------- | -------- | -------- | --------------- | ---- | ---- | ---- |
| 2012년   | 총선   | 19대 | 국회의원 | 부산 사하구 을 | 새누리당 | 35,806표 | \| \| 41.82% \| | 2위  | 낙선 |      |
|          | 41.82% |      |          |                |          |          |                 |      |      |      |